# Emil Grimm
Emil Grimm (* 30. November 1853; † 1931) war ein deutscher Verwaltungsjurist und Landrat des Landkreises Eschwege.

## Leben
Emil Grimm war der Sohn des Justizrats Karl Grimm und studierte nach dem Abitur Rechtswissenschaften an der Universität Straßburg und der Universität Marburg. Nach dem ersten juristischen Staatsexamen leistete er seinen Militärdienst als Einjährig-Freiwilliger beim Schleswig-Holsteinischen Ulanen-Regiment Nr. 15. Nach seinem 3-jährigen Gerichtsreferendariat war er als Regierungsreferendar bei der Bezirksregierung Magdeburg und der Bezirksregierung Merseburg beschäftigt. Nach dem zweiten juristischen Staatsexamen (Große Staatsprüfung) wurde er am 12. März 1884 zum Regierungsassessor ernannt und war bis zum Ende des Jahres in dieser Funktion bei der Bezirksregierung Oppeln eingesetzt.  Am 6. November 1885 fasste der Kreistag Eschwege den Beschluss, Grimm als kommissarischen Landrat einzustellen; die Ernennungsurkunde datierte vom 15. November 1885. Seine definitive Ernennung zum Landrat des Kreises Eschwege fiel auf den 4. August 1886. In diesem Amt blieb er bis 1893, als er zum Regierungsrat ernannt und zur Bezirksregierung Trier versetzt wurde.